# Impost de Mercaderies Indirecte
L'Impost de Mercaderies Indirecte (IMI) fou un impost indirecte del Principat d'Andorra que s'imposa en la producció interna de béns mobles i la importació d'aquests. L'impost va entrar en vigor l'1 de juliol de 1991 a partir de la Llei de l'Impost de Mercaderies Indirecte, del 26 de juny de 1991 en una sessió extraordinària del Consell General. Fou substituit, juntament amb altres impostos, per l'Impost general indirecte l'1 de gener del 2013Hi ha quatre tipus impositius segons el bé:
- 1%
- 4%
- 7%
- 12%